# Erlaa (Gemeinde Asperhofen)
Erlaa ist eine Ortschaft in der Katastralgemeinde Erla der Marktgemeinde Asperhofen in Niederösterreich. Die Ortschaft hat 61 Einwohner (1. Jänner 2024).

## Geografie
Das kleine Dorf liegt vier Kilometer südöstlich von Asperhofen am Nordabfall des 383 m hohen Eichberges (). Südlich des Eichberges gibt es eine im 20. Jahrhundert entstandene Siedlung, die ebenso zur Katastralgemeinde gehört.

## Geschichte
Im Franziszeischen Kataster von 1821 ist Erlaa mit einigen wenigen landwirtschaftlichen Gehöften verzeichnet, wobei Erlaa als Teil der Katastralgemeinde Starzing ausgewiesen ist. Im Adressbuch von Österreich war im Jahr 1938 in Erlaa eine Gastwirtschaft verzeichnet. Bis zur Eingemeindung nach Asperhofen war der Ort ein Teil der damaligen Gemeinde Johannesberg.